# Figueiras (Santiago de Compostela)
Figueiras (llamada oficialmente Santa María de Figueiras) es una parroquia española del municipio de Santiago de Compostela, en la provincia de La Coruña, Galicia.

## Entidades de población
Entidades de población que forman parte de la parroquia:
- Brins[4] (Vrins)
- Coba[5] (A Cova)
- Codesedas
- Correxíns
- Folgoso
- Fontecoba[6] (A Fontecova)
- Marmancou
- Moas de Abaixo[7] (As Moas de Abaixo)
- Moas de Arriba[8] (As Moas de Arriba)
- Piñor
- Portela[9] (A Portela). En el INE aparece como A Portela de Figueiras.
- Xulacasa

## Demografía
| Gráfica de evolución demográfica de Figueiras entre 2000 y 2019 |
|                                                                 |
| Datos según el nomenclátor publicado por el INE.                |